# Hans Robert Gerstenkorn
Hans Robert Gerstenkorn (* 20. September 1920 in Koblenz; † 30. September 1970) war ein deutscher Bibliothekar.

## Leben
Gerstenkorn studierte Rechtswissenschaften, Wirtschafts- und Sozialwissenschaften in Köln. 1951 legte er seine erste juristische Staatsprüfung ab, 1955 wurde er in Köln promoviert. Im selben Jahr begann er als Bibliotheksreferendar die Ausbildung zum höheren Dienst an der Universitätsbibliothek Bonn, die er 1957 mit der Fachprüfung abschloss. 1958 ging er als Bibliotheksrat an die Bibliothek des Bundesarbeitsgerichts, die er aufbaute und deren Leiter er noch im selben Jahr wurde. 1962 erhielt Gerstenkorn den Posten des Referenten für Bibliotheks-, Dokumentations- und Museumsfragen am Bundespostministerium, 1963 wurde er Oberbibliotheksrat an der Bibliothek der Bundespost in Bonn, die er ab 1966 als Direktor leitete. Ab 1969 bekleidete Gerstenkorn den Rang eines Ministerialrats.
Gerstenkorn war Vorstandsmitglied der Deutschen Gesellschaft für Dokumentation, Mitglied der Arbeitsgemeinschaft der Parlaments- und Behördenbibliotheken, Mitglied der Arbeitsgemeinschaft der Bonner Ministerialbibliotheken und Mitglied der Interministeriellen Kommission für Dokumentations- und Bibliotheksfragen.

## Schriften
- Weltlich Regiment zwischen Gottesreich und Teufelsmacht. Die staatstheoretischen Auffassungen Martin Luthers und ihre politische Bedeutung. Bouvier, Bonn 1956 (= Schriften zur Rechtslehre und Politik. Band 7).
- Die Bibliothek des Bundesarbeitsgerichts in Kassel. In: Zentralblatt für Bibliothekswesen und Bibliographie. Jahrgang 6, 1959, S. 78–80.
- Handkatalog der Periodica und Loseblattausgaben der Bibliothek des Bundesarbeitsgerichts. Bonn 1959 (= Arbeitsgemeinschaft der Parlaments- und Behördenbibliotheken: Arbeitshefte. Heft 2).
- Die tarifliche Einstufung der Diplom-Bibliothekare an wissenschaftlichen und Behördenbibliotheken nach dem Tarifvertrag vom 15. 1. 1960 und die neuen Gehaltsverhandlungen im öffentlichen Dienst 1959/60. In: Mitteilungen der Arbeitsgemeinschaft der Parlaments- und Behördenbibliotheken. Nr. 7, 1960, S. 1–8.
- Die Höherstufung bibliothekarischer Hilfskräfte im Vergütungsrecht: zum Urteil des Landesarbeitsgerichts Düsseldorf Kammer in Köln vom 6. Juni 1961. Bibliothek des Deutschen Bundestages 1961 (= Arbeitsgemeinschaft der Parlaments- und Behördenbibliotheken. Arbeitsheft 9).
- als Hrsg. mit Hildebert Kirchner: Die Dokumentation der Bundesgerichte der Bundesrepublik Deutschland, Österreichs und der Schweiz. Bibliothek des Deutschen Bundestages, Bonn 1964 (= Arbeitsgemeinschaft der Parlaments- und Behördenbibliotheken. Arbeitsheft 18).